# Ruta R del metro de Nova York
La Ruta R Broadway Local és un servei de ferrocarril metropolità subterrani del Metro de Nova York, als Estats Units d'Amèrica. El servei habitual enllaça les estacions de Forest Hills-71st Avenue i Bay Ridge-95th Street. A la nit opera com a llançadora entre 36th Street i Bay Ridge-95th Street.
El servei R és una de les dos rutes que tenen dos o més estacions amb el mateix nom. Les dues estacions amb el mateix nom són la 36th Street de la línia Queens Boulevard i la 36th Street a la línia Fourth Avenue, la primera a Queens i la segona a Brooklyn.
A diferència d'altres metros, cada servei no correspon a una única línia, sinó que un servei pot circular per diverses línies de ferrocarril. El servei R utilitza les següents línies:
| Ruta R del Metro de Nova York | Línia                         | <<                       | >>                    | Vies  | Temps                                                             |
| ----------------------------- | ----------------------------- | ------------------------ | --------------------- | ----- | ----------------------------------------------------------------- |
| Ruta R del Metro de Nova York | Queens Boulevard Line         | Forest Hills-71st Avenue | Queens Plaza          | local | sempre menys a la nit                                             |
| Ruta R del Metro de Nova York | 60th Street Tunnel Connection |                          |                       | N/A   | sempre menys a la nit                                             |
| Ruta R del Metro de Nova York | 60th Street Tunnel            |                          |                       | local | sempre menys a la nit                                             |
| Ruta R del Metro de Nova York | Broadway Line                 | tota la línia            | tota la línia         | local | sempre menys a la nit                                             |
| Ruta R del Metro de Nova York | Montague Street Tunnel        |                          |                       | N/A   | sempre menys a la nit                                             |
| Ruta R del Metro de Nova York | Fourth Avenue Line            | cap a 36th Street        | cap a 36th Street     | local | sempre menys a la nit                                             |
| Ruta R del Metro de Nova York | Fourth Avenue Line            | 36th Street              | Bay Ridge-95th Street | local | sempre (a la nit: no para a 53rd Street i 45th Street northbound) |